# Claude d'Aspremont Lynden
Pour les articles homonymes, voir Lynden (homonymie).
Claude Charles Marie Gobert comte d'Aspremont Lynden, né à Boulogne-Billancourt le 8 avril 1946, est un économiste et épistémologue belge, professeur au Département des sciences économiques (ECON) et au Center for Operations Research and Econometrics (CORE) de l'université catholique de Louvain.

## Biographie
Claude d'Aspremont Lynden obtient un MBA et une thèse de doctorat de la Stanford University Graduate School of Business en 1973. Ses recherches ont pour sujet l'économie mathématique, l'organisation industrielle, la théorie des jeux et la "social choice theory". Il est lauréat du prix Francqui en Sciences humaines en 1995.